# 明心寶鑑
《明心寶鑑》大约成书于元末明初，辑录者或整理者是范立本。全书由20篇、六七百段文字组成，全書內容皆出自《尚書》、《易經》、《詩經》、《禮記》、《論語》、《孟子》、《莊子》、《太上感應篇》、《說苑》、《顏氏家訓》、 《景行錄》等中國歷代經典中的格言、警句，雜糅儒、釋、道三教學說，薈萃孔子、孟子、荀子、老子、莊子、朱熹等先聖前賢有關個人品德修養、安身立命的論述精華。明朝以後，此書即為通俗讀物，也是最受歡迎的勸善書、啟蒙書之一。它除了是中國最古老的勸善書、啟蒙書之一，也是風行東亞、東南亞漢字文化圈600多年的修身勵志經典。《明心寶鑑》普遍流行於朝鲜李朝时代，且有「抄」之出現。《明心寶鑑》至今仍是韓國學習漢文者軎愛的古典良書之一。傳入日本的《明心寶鑑》，最早為1631年中野道伴的刻本。幕府儒臣林羅山所使用的《明心寶鑑》的版本，就是朝鮮刊行的清州本《明心寶鑑》(1454年刊行)。日本江戶時代，編纂引用了《明心寶鑑》條文的書籍被作為教訓書為人們所接受，这些啟蒙書或將《明心寶鑑》部分照抄，或仿照此書作成，亦或從多處引用而成，可見此書於日本之影響巨大。

## 版本
歷代刻本有明刻本《新刻大字明心寶鑑》二卷，一冊，現藏北京圖書館(今國家圖書館)。此外國家圖書館善本書中，有明嘉靖三十二年（公元1553年）曹立刻本《重刻明心寶鑑》二卷，明范立本輯、明末刻本《新刻音解明心寶鑑》二卷一冊。國家圖書館普通古籍閱覽室收藏有1368年刊印的《校正刪補明心寶鑑》。善本室則藏有1553年刊印的《重刊明心寶鑑》（二卷）和1621年刊刻的標明“范立本集”的《新編音釋明心寶鑑正文》（二卷）。普通古籍室還收藏有《新鐫校正明心寶鑑正文》，扉頁上題“官板正字明心寶鑑”，“橋村莊三聖堂行”。國家圖書館同時收藏有明萬曆帝《御製重輯明心寶鑑》（二卷）（根據美國哈佛大學燕京圖書館藏中文善本影印），成書於1585年，前有萬曆御製序。入清以後，則很少再刊印了。

## 篇章
該書依內容分為上下二卷，共20篇，分別是：繼善、天理、順命、孝行、正己、安分、存心、戒性、勸學、訓子、省心、立教、治政、治家、安義、遵禮、存信、言語、交友、婦行，幾乎涉及和囊括了一個人生存於世所要面對和經歷的方方面面，有關待人接物、立身處世的方方面面，有關言談舉止、心性品行、齊家治國的方方面面。
- 繼善篇
- 天理篇
- 順命篇
- 孝行篇
- 正己篇
- 安分篇
- 存心篇
- 戒性篇
- 勸學篇
- 訓子篇
- 省心篇
- 立敎篇
- 治政篇
- 治家篇
- 安義篇
- 尊禮篇
- 言語篇
- 交友篇
- 婦行篇
- 增補篇
- 八反歌
- 孝行篇續篇
- 廉義篇
- 勸學篇

## 編著者爭議
“仁興齋舍版《明心寶鑑》”有栗谷李珥等人的序和跋，而且凡例中還提及“露堂先生裒茸詔後學之書，獨賴此篇之存，世遠板剁，多有訛誤，故改正鋟梓。”韓國學者紛紛據以探討立論，而主張《明心寶鑑》最早是由朝鮮高麗王朝忠烈王時代（約相當於元朝中期）的文臣露堂秋適（1245-1317年）所撰。目前在韓國大邱市郊秋氏祠堂的仁興院中，尚保存有《明心寶鑑》木刻版一百六十餘枚。《秋氏九百年史》一書非常明確地說，高麗忠烈王五年，秋適參考中國和尙曇秀於1230年所編的《人天寶鑑》而編《明心寶鑑》。秋適之孫秋濡，於朱元璋初建明朝之際，即恭悠王十二年前往中國協助朱元璋，成為開國功臣，並將其祖父所作之《明心寶鑑》傳至中國。之後，范立本重新進行了編輯整理，從而形成一個由二十篇六、七百段文字組成的新版《明心寶鑑》。整理後的《明心寶鑑》條理、結構更明晰，從明初起即極為盛行，多次重刊、重印，萬曆皇帝還讓人重輯修訂一遍。但對於秋適編《明心寶鑑》之事，在《露堂全集》及高麗史傳等過去文獻中，均無言及。1971年12月13日，在韓國慶尚北道達城郡西本里洞的仁興書院大樑上發現了《明心寶鑑》之木刻版，此版乃朝鮮朝末期，高宗六年（1868年）時所刻。且淸川本跋語謂「此書但有唐本」，亦非朝鮮人所作可知。而日本內閣文庫藏《新鍥京版音釋提頭大字明心寶鑑正文》，其卷首有「太倉緱山王衡校、書林弼廷陳氏梓，卷末署「《寬永辛未三月道伴刊行》」。

## 流傳西方
該書是中國譯介到西方的第一本書，早在1592年前即由天主教教士高母羨在菲律賓譯成西班牙文。高母羡的譯本中提到了《明心寶鑑》的輯錄者——范立本。該手抄本於1595年被帶回西班牙獻給王子斐利三世。此抄本現藏於馬德里西班牙國立圖書館，並於2005年出版該書的校訂本。2006年初，經由北京大學西班牙文系趙振江推薦，中國作協會員、副研究員李朝全整理翻譯《明心寶鑑》，由華藝出版社於2007年1月隆重推出，期望它能在中國“復活”。

## 外部連結
- 全文网址 （页面存档备份，存于）